# Gówniarz
Gówniarz – jezioro w Polsce, w województwie warmińsko-mazurskim, w powiecie szczycieńskim, w gminie Pasym.

## Położenie i charakterystyka
Jezioro leży na Pojezierzu Olsztyńskim (842.81), natomiast w regionalizacji przyrodniczo-leśnej – w mezoregionie Pojezierza Mrągowskiego. Otoczenie stanowią lasy należące do nadleśnictwa Olsztyn. Leży na obszarze bezpośredniej zlewni jeziora Kalwa Wielka. Identyfikator MPHP to 141436541.
Nazwa Gówniarz znajduje się w państwowym rejestrze nazw geograficznych od 2015 roku i została do niego wprowadzona na podstawie wywiadu terenowego. Na mapie z 1938 roku jezioro zostało zaznaczone jako Schleiff See.

## Morfometria
Według danych uzyskanych poprzez planimetrię jeziora na mapach topograficznych udostępnionych na Geoportalu powierzchnia zbiornika wodnego to ok. 0,65 ha.
Wysokość lustra wody zbiornika według numerycznego modelu terenu znajduje się na wysokości 143,2 m n.p.m.

## Przyroda
Jezioro leży na terenie utworzonego w 1998 Obszaru Chronionego Krajobrazu Pojezierza Olsztyńskiego o łącznej powierzchni 40 997,4 ha.